# Chalinochromis
Chalinochromis – rodzaj słodkowodnych ryb okoniokształtnych z rodziny pielęgnicowatych (Cichlidae).

## Występowanie
Gatunki endemiczne jeziora Tanganika w Afryce. Zasiedlają strefę litoralu skalnego.
W akwarystyce zaliczane są do grupy naskalników z powodu charakterystycznego poruszania się brzuchem skierowanym do powierzchni skalnej bez względu na kierunek ruchu.

## Klasyfikacja
Gatunki zaliczane do tego rodzaju:
- Chalinochromis brichardi Poll, 1974 – naskalnik Bricharda[potrzebny przypis]
- Chalinochromis cyanophleps Kullander, Karlsson, Karlsson & Norén, 2014
- Chalinochromis popelini Brichard, 1989 – naskalnik dwupasy[potrzebny przypis]